# Харківська ТЕЦ-5
Ха́рківська ТЕЦ-5 — теплоелектроцентраль поблизу села Подвірки Харківського району. Друга за встановленою електричною потужністю серед українських ТЕЦ (після Київської ТЕЦ-5). Основне призначення ТЕЦ — забезпечення електроенергією та теплом побутових та промислових споживачів міста Харкова. Станом на 2010 рік забезпечує теплом близько 23 % харків'ян та мешканців регіону. Харківська ТЕЦ-5 постачає теплову енергію в такі райони міста та області: Київський, Шевченківський, Салтівський, Новобаварський, Холодногірський, Харківський. Влітку станція забезпечує гарячою водою все півторамільйонне індустріальне місто, але останні роки станцію відключають на теплий період року.

## Історична довідка
Перший блок станції потужністю 120 МВт електричної і 184 Гкал/годину теплової енергій було введено в експлуатацію 28 грудня 1980 року. Роком пізніше був запущений другий енергоблок. І вже 2 вересня 1990 року Харків почав отримувати енергію від третього блоку теплоелектроцентралі, загальна потужність якого перевищила показники першого і другого енергоблоків.

### Російсько-українська війна
11 вересня 2022 року росіяни завдали удару по ТЕЦ в Харкові. Внаслідок цього було повністю знеструмлено Харківську й Донецьку області, частково — Запорізьку, Дніпропетровську, Сумську, Полтавську.
Внаслідок ракетного удару 22 березня 2024 року потужності централі для генерації електрики і тепла були повністю зруйновані, що спричинило знеструмлення Харкова.

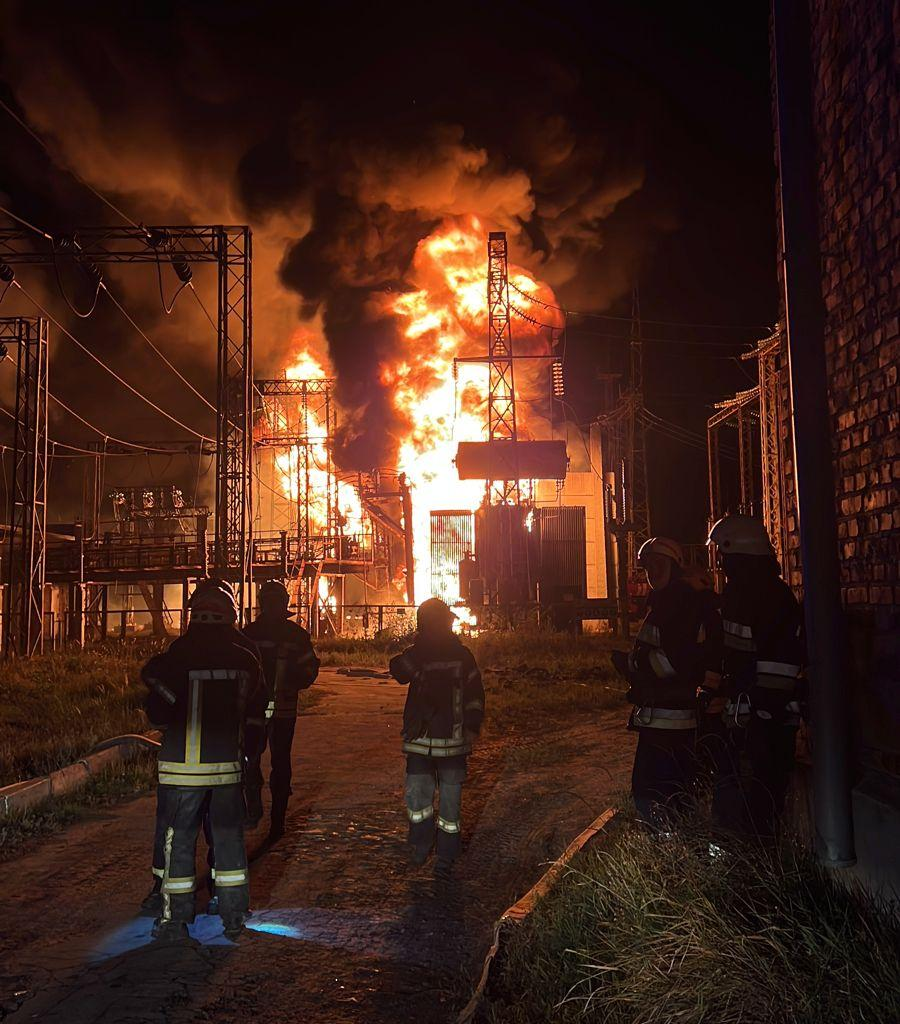
Пожежа після обстрілу

## Опис
Теплоелектроцентраль розташована на відстані 0,5 км на захід міської межі м. Харкова на малопродуктивних, болотистих землях. Займає площу — 218 га.
Загалом на базі ТЕЦ-5 знаходяться чотири водонагрівальних котли, оснащених системою рециркуляції димових газів, автоматичних газоаналізаторів для контролю викидів оксидів азоту та пальниками для двостадійного спалювання палива.
Паливом основного устаткування є природний газ, резервним — мазут марок М40 і М100. Однією з основних та невід'ємних частин ХарТЕЦ-5 є димова труба. Заввишки 330 м (еквівалент висоти Ейфелевої вежі) вона виконує важливу функцію розсіювання шкідливих пило- та газоподібних викидів. Діаметр основи труби становить 32,4 м, та 15,3 м, починаючи з висоти 165 м і до самої вершини. Відхилення верхівки труби становить в середньому 20 см та 70 см при впливі сонячної радіації. Виняткова «двошарова» конструкція газовідводу забезпечує його міцність та жорсткість.
Проводиться реконструкція, а саме надбудова енергоблоку з турбіною КТ-310-235, газотурбінною установкою ГТ-45А ПАТ «Турбоатом». Збільшення потужностей та введення в дію теплової магістралі № 1 дасть можливість ПАТ «Харківська ТЕЦ-5» покривати понад 50 % потреб споживачів теплової енергії міста Харкова.

## Екологія
Харківська ТЕЦ-5 є однією з найбільш екологічних теплоелектроцентралей в Україні, її вплив на екосистему країни відрізняється набагато меншою шкідливістю порівняно з іншими станціями.